# Corticaria magadanica
Corticaria magadanica là một loài bọ cánh cứng trong họ Latridiidae. Loài này được Tsinkevich miêu tả khoa học năm 2001.